# 핀치 팜
핀치 팜(Finch Farm)은 리버풀 근교 헤일우드에 위치해 있는 에버튼 FC의 훈련 시설 겸 에버튼 유소년 아카데미 시설이다. 2007년에 개장하여 현재 에버튼 1군과 2군 선수들의 훈련 시설, 에버튼 유소년 선수들의 아카데미로 사용되고 있다. 1946년에 지어져서 2007년까지 사용된 벨레필드(Bellefield)의 기능을 이어받았다.

## 시설 구성
핀치 팜은 다음과 같은 시설로 구성되어 있다.
- 축구 전용 잔디 구장 10면
- 체육관
- 인조 잔디 실내 축구장
- 물요법 수영장
- 스파
- 사우나
- 물리 치료실
- 미디어 센터
- 비디오 라운지

## 아카데미 출신 선수
밑의 선수들은 에버튼의 유소년 육성 시스템을 거친 선수들이다.
- 필 자기엘카
- 레온 오스만
- 토니 히버트
- 빅토르 아니체베
- 리차드 던
- 웨인 루니
- 조이 바턴